# SŽD-Baureihe ВЛ15
Die Lokomotiven der Baureihe ВЛ15 (deutsche Transkription WL15) der Sowjetischen Eisenbahnen (SŽD) sind breitspurige Elektrolokomotiven.

## Baureihe ВЛ15 (WL15)
Nach den positiven Erfahrungen mit den Prototypen der Baureihe ВЛ85 für Wechselstrom wurde 1984 auch ein Prototyp für 3 kV Gleichspannung gebaut. Die neue Baureihe sollte als zugkräftigerer Nachfolger der Baureihen ВЛ10 und ВЛ11 im Güterverkehr dienen.
Der Lokkasten wurde bei der Elektrolokomotivenfabrik Nowotscherkassk gebaut, die Lokomotive wurde in der Elektrolokomotivenfabrik Tiflis komplettiert. Sie erhielt die Nummer ВЛ15-001. Wie die Prototypen der Baureihe ВЛ85 wurde die ВЛ15-001 als zwölfachsige Doppellokomotive konstruiert, wobei jede Hälfte drei zweiachsige Drehgestelle hatte. Dieses Bauprinzip war zuvor in der Sowjetunion nicht angewendet worden. ВЛ15-001 war damals die stärkste Gleichstromlokomotive der Welt. Sie wurde zunächst auf der Testanlage in Schtscherbinka bei Moskau erprobt und 1985 in Swerdlowsk (heute Jekaterinburg) in Dienst gestellt.
1985 begann mit ВЛ15-002 die Serienfertigung. Die Baureihe ВЛ15 wurde bis 1991 gebaut. 44 ВЛ15 wurden an die SŽD abgeliefert, wovon vier als ВЛ15С ausgeführt waren. Die Baureihe ВЛ15 verblieb bei Aufteilung der Sowjetunion vollständig in Russland und gelangte damit zu den Russischen Eisenbahnen
(RŽD).

## Baureihe ВЛ15С (WL15S)
Die ВЛ15 können aufgrund begrenzter Stromaufnahmefähigkeit nicht zu größeren Einheiten als den regulären Doppelloks gekuppelt werden. Die Lokomotiven mit den Ordnungsnummern -024, -026, -028 und -032 erhielten besondere Einrichtungen für den Einsatz in Einheiten von drei oder vier Lokhälften und wurden als Baureihe ВЛ15С (WL15S) bezeichnet.

## Baureihe ВЛ15А (WL15A)
Sechs modifizierte Lokomotiven wurden an die Werkbahn des Apatitwerks in Apatity geliefert. Sie erhielten die Nummern ВЛ15А-001 bis -006.